# Constante de Rydberg
Pour les articles homonymes, voir Rydberg.
 (janvier 2013).
Si vous disposez d'ouvrages ou d'articles de référence ou si vous connaissez des sites web de qualité traitant du thème abordé ici, merci de compléter l'article en donnant les références utiles à sa vérifiabilité et en les liant à la section « Notes et références ».
La constante de Rydberg, nommée en l'honneur du physicien Johannes Rydberg, est une constante physique découverte en mesurant le spectre de l'hydrogène. Son unité est le mètre à la puissance moins un (m-1).
Elle est définie à partir des résultats d'Anders Jonas Ångström et Johann Jakob Balmer. Chaque élément chimique a sa propre constante de Rydberg, qui peut être obtenue à partir de la constante {\displaystyle R_{\infty }} de Rydberg.

## Constante «infinie» de Rydberg
La constante « infinie » de Rydberg est (d'après les résultats de 2014 de CODATA):
{\displaystyle R_{\infty }={\frac {m_{\mathrm {e} }\alpha ^{2}c}{2h}}={\frac {m_{\text{e}}e^{4}}{8\varepsilon _{0}^{2}h^{3}c}}=1{,}097\,373\,156\,850\,8(65)\times 10^{7}\;{\rm {m^{-1}}}}
où :
{\displaystyle m_{\text{e}}} est la masse de l'électron
{\displaystyle e} est la charge de l'électron
{\displaystyle \alpha } est la constante de structure fine
{\displaystyle \varepsilon _{0}} est la permittivité du vide
{\displaystyle h} est la constante de Planck
{\displaystyle c} est la vitesse de la lumière
Elle est également convertie en une constante énergétique :
{\displaystyle R_{\mathrm {y} }=h\,c\,R_{\infty }=13{,}605\,693\,009(84)\;{\rm {eV}}}
Cette constante est souvent utilisée en physique atomique, car elle correspond à l'énergie d'ionisation d'un système hydrogénoïde dans lequel la masse du noyau est considérée comme infinie. Dans l'atome d'hydrogène, la masse de l'électron entraîne une petite correction, et l'énergie d'ionisation est donnée par :
{\displaystyle R_{\mathrm {H} }={\frac {R_{\mathrm {y} }}{1+{\frac {m_{\mathrm {e} }}{m_{\mathrm {p} }}}}}}, où {\displaystyle m_{\mathrm {e} }} et {\displaystyle m_{\mathrm {p} }} sont les masses de l'électron et du proton.
En inversant la constante de Rydberg, on obtient :
{\displaystyle R_{\infty }^{-1}=2\,\lambda _{\mathrm {e} }\alpha ^{-2}}
avec :
- la longueur d'onde de Compton pour l'électron, {\displaystyle \lambda _{\mathrm {e} }}
- la constante de structure fine, {\displaystyle \alpha }

La constante de Rydberg peut aussi s'écrire
{\displaystyle 1\ R_{\mathrm {y} }\equiv hcR_{\infty }\equiv {\frac {1}{2}}\ \alpha ^{2}m_{\mathrm {e} }c^{2}}

## Analyse dimensionnelle
L'analyse dimensionnelle confirme par :
{\displaystyle {\frac {[M]\;[M^{2}L^{6}T^{-8}Q^{-4}T^{4}]\;[Q^{4}]}{[M^{3}L^{6}T^{-3}]\;[LT^{-1}]}}}
Où l'on reconnait dans l'ordre au numérateur : la masse de l'électron, le carré de l'inverse de la permittivité et la charge élémentaire en puissance 4 ; et au dénominateur : la constante de Planck en puissance 3 et la célérité de la lumière.
Les masses, les longueurs et les charges Q s'annulent et il ne reste à simplifier que la dimension propre au temps :
{\displaystyle {\frac {T^{-8}T^{4}}{T^{-3}LT^{-1}}}}
Après annulation du temps [T], il ne reste qu'une dimension en 1/r comme attendu pour cette constante : {\displaystyle [L^{-1}]}

On doit rappeler cependant que la permittivité dans le vide {\displaystyle \varepsilon _{0}} est liée à {\displaystyle \mu _{0}} par la constante {\displaystyle c^{2}}. Or {\displaystyle \mu _{0}} est normalisé à 10-7 (anciennement 1 dans le système CGS). La relation est :
{\displaystyle \varepsilon _{0}={\frac {1}{\mu _{0}\,c^{2}}}}
La constante notée « infinie » apparaît dans la formule qui donne la constante de Rydberg pour un certain atome, de numéro atomique Z, avec un électron de masse inerte {\displaystyle m_{e}} et dont la masse du noyau est {\displaystyle M} : 
{\displaystyle R_{M}={\frac {Z^{2}R_{\infty }}{1+{\frac {m_{e}}{M}}}}}

## Intérêt métrologique
Comme la formule donnant la constante de Rydberg ne présente pas moins de cinq autres constantes physiques :
- la charge élémentaire {\displaystyle e} ;
- la masse inerte de l'électron {\displaystyle m_{e}} ;
- la permittivité du vide {\displaystyle \varepsilon _{0}} ;
- la constante de Planck {\displaystyle h}
- et la vitesse de la lumière dans le vide {\displaystyle c} ;

sa mesure précise est un avantage indéniable en métrologie ; or c'est une des constantes physiques les mieux déterminées, parce qu'obtenue à partir de la spectroscopie des raies extrêmement fines. La mesure précise de la constante de Rydberg sert à l'évaluation des cinq autres constantes, dans les mesures dites CODATA.